# Air Service Plus
Air Service Plus was een Italiaanse touroperator en luchtvaartmaatschappij met als basis Pescara, Abruzzen. Het startte low fare-vluchten tussen Pescara en Parijs in 2003. In 2004 begon het ook te vliegen tussen Pescara en Charleroi. Anno 2014 wordt Air Service Plus uitgebaat door Axis Airways.